# 永津俊治
永津 俊治（ながつ としはる 1930年10月20日 - ）は、日本の生化学者。医学博士（名古屋大学）。東京工業大学名誉教授。元名古屋大学医学部長、名古屋大学名誉教授。藤田学園保健衛生大学名誉教授。愛知県出身。
カテコールアミン研究の世界的権威。また、パーキンソン病モデルラットの脳内で、ドーパミンを生成させる実験にも成功し、パーキンソン病等脳疾患の治療法開発に貢献した。

## 経歴
- 1955年 名古屋大学医学部卒業
- 1959年 名古屋大学大学院修了

（その後、アメリカ国立衛生研究所（NIH）、愛知学院大学、南カリフォルニア大学、米国ロッシュ分子生物学研究所で研究）
- 1976年 東京工業大学教授
- 1984年 名古屋大学教授
- 1989年 名古屋大学医学部長
- 1991年 藤田学園保健衛生大学総合医科学研究所教授

## 受賞等
- 1976年 中日文化賞（カテコールアミンの生化学的研究）[1]
- 1987年 ベルツ賞1等賞（チロシンモノオキシゲナーゼとパーキンソン病の分子機構）[2]
- 1992年 上原賞[3]
- 1993年 日本医師会医学賞
- 1995年 紫綬褒章
- 2001年 勲二等瑞宝章